# Allamanda
Genre
Allamanda est un genre de plante à fleurs de la famille des Apocynacées. Ce sont des arbustes originaires d'Amérique Centrale et d'Amérique du Sud.

## Description
Ce sont des arbustes aux feuilles verticillées ou opposées, persistantes. Les fleurs infundibuliformes (en forme d'entonnoir) peuvent être jaunes, mauves, violacées, rose-orangé à blanc-crème.
L'origine du nom Allamanda vient du botaniste suisse Dr. Frédéric-Louis Allamand (1735-1803).

## Liste des espèces
Selon World Checklist of Selected Plant Families (WCSP) (4 décembre 2019) :
- Allamanda angustifolia Pohl (1827)
- Allamanda blanchetii A.DC. (1844)
- Allamanda calcicola Souza-Silva & Rapini (2009)
- Allamanda cathartica L. (1771)
- Allamanda doniana Müll.Arg. (1860)
- Allamanda laevis Markgr. (1940)
- Allamanda martii Müll.Arg. (1860)
- Allamanda nobilis T.Moore (1868)
- Allamanda oenotherifolia Pohl (1827)
- Allamanda polyantha Müll.Arg. (1860)
- Allamanda puberula A.DC. (1844)
- Allamanda schottii Pohl (1827)
- Allamanda setulosa Miq. (1845)
- Allamanda thevetifolia Müll.Arg. (1860)
- Allamanda weberbaueri Markgr. (1924)

Selon Tropicos (4 décembre 2019) (Attention liste brute contenant possiblement des synonymes) :
- Allamanda angustifolia Pohl
- Allamanda aubletii Pohl
- Allamanda blanchetii A. DC.
- Allamanda calcicola Souza-Silva & Rapini
- Allamanda cathartica L.
- Allamanda doniana Müll. Arg.
- Allamanda grandiflora (Aubl.) Lam.
- Allamanda hendersonii W. Bull ex Dombrain
- Allamanda laevis Markgr.
- Allamanda latifolia C. Presl
- Allamanda linnei Pohl
- Allamanda magnifica B.S. Williams
- Allamanda martii Müll. Arg.
- Allamanda neriifolia Hook.
- Allamanda nobilis T. Moore
- Allamanda oenotherifolia Pohl
- Allamanda parviflora C. Presl
- Allamanda polyantha Müll. Arg.
- Allamanda puberula A. DC.
- Allamanda salicifolia (Willd. ex Roem. & Schult.) J.F. Morales
- Allamanda schottii Pohl
- Allamanda setulosa Miq.
- Allamanda thevetiifolia Müll. Arg.
- Allamanda verrucosa Gardner ex Muell. Arg.

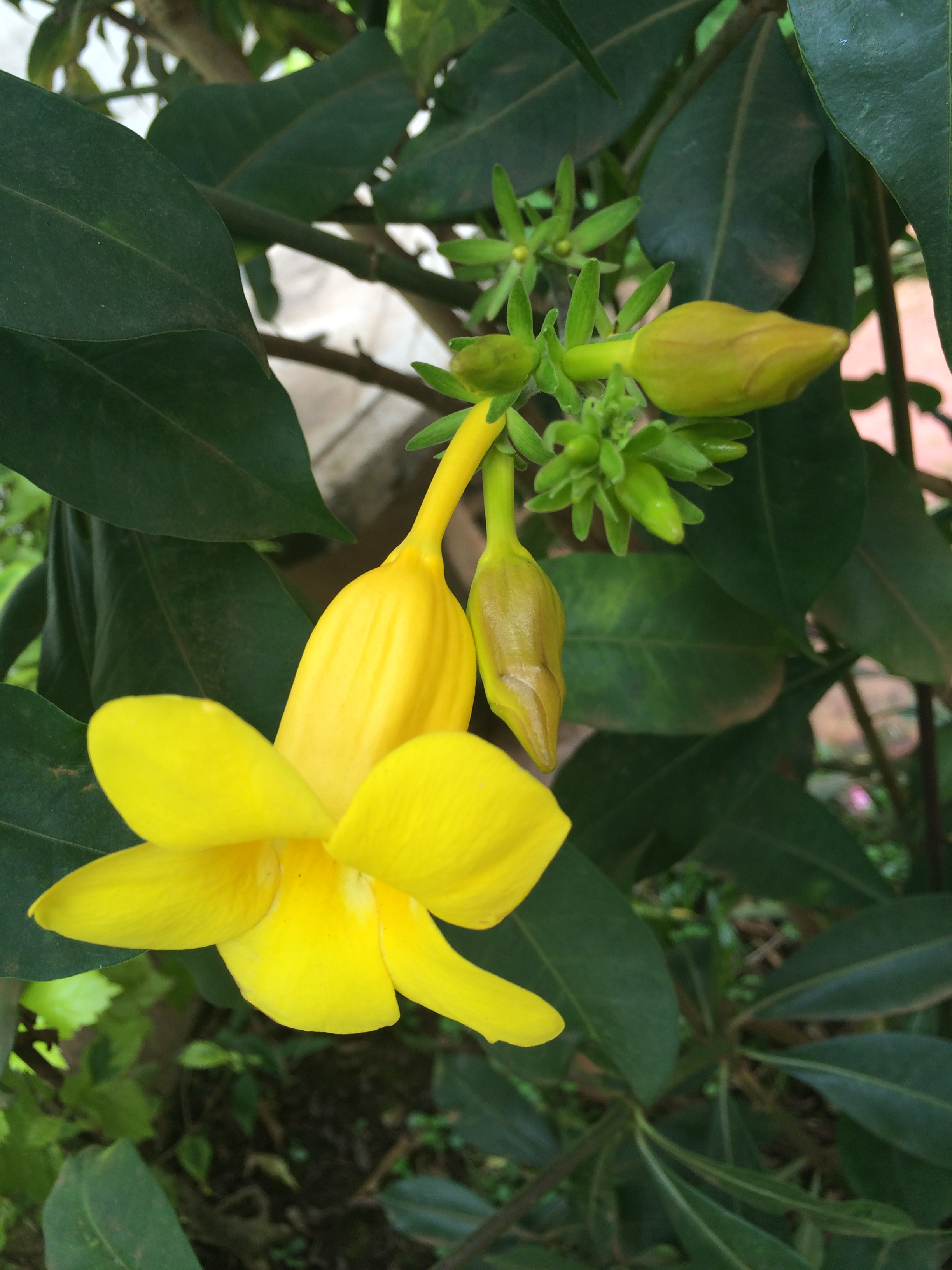
Allamanda de Yaoundé.

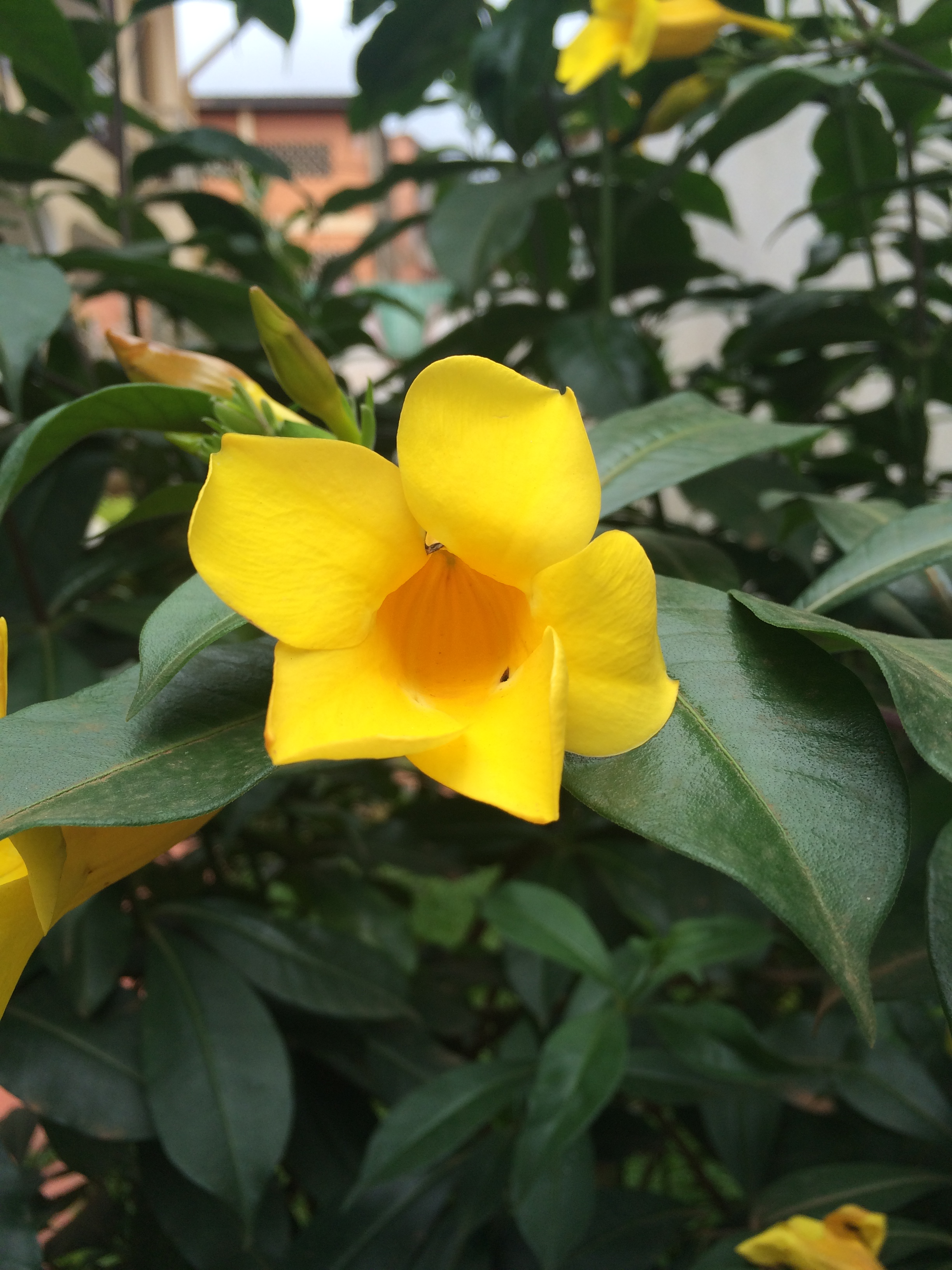
Allamanda de Yaoundé, vue de face.

- Allamanda verticillata Desf.
- Allamanda violacea Gardner
- Allamanda wardleyana Lebas
- Allamanda weberbaueri Markgr.
- Allamanda williamsii hort.